# A Torre

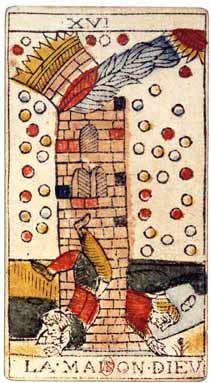
A Torre no Tarô de Marselha

A Torre é o nome popular dado para A Casa Deus (do original La Maison Dieu), o 16º arcano maior do Tarot. A carta XVI, é representada por uma torre com o seu topo sendo derrubado por uma intervenção celeste e duas figuras humanas em ponta cabeça com as mãos apoiadas no chão. Comumente associada ao mito da Torre de Babel, em que Deus destrói uma torre construída pelo homem para chegar a Deus, seu significado muitas vezes é interpretado popularmente de maneira catastrófica. Sob uma perspectiva mais otimista, a destruição da torre pode ser a solução para um problema como no mito: o dilúvio agora finalmente acabou, e todo o planeta, agora irrigado, tornou-se fértil para ser povoado pelos homens.

## Simbologia
Ao contrário de alguns erros de tradução, A Torre (A Casa Deus) não é a casa de Deus; mas sim a Casa/Deus. No estudo de recuperação da simbologia de cores do Tarot de Marselha nota-se que os tijolos de sua construção são da mesma cor usada no tarot para indicar pele, uma analogia da torre como um corpo humano. Algumas versões não ilustram a porta, que só foi possível ser vista através da restauração, assim como os três degraus para ela que representam os três degraus da consciência. As figuras humanas tem os cabelos dourados (cor da iluminação) e as mãos plantadas no solo próximas das plantas que crescem; o que na interpretação mais contemporânea descarta a ideia de que elas estariam caindo da torre. Assim como O Pendurado elas estão de ponta cabeça porque estão vendo o mundo sob uma nova perspectiva.
A imagem catastrófica é perpetuada nos decks mais recentes que o de Marselha, como por exemplo no baralho de Rider-Waite onde segundo o próprio Waite sua interpretação da carta é de uma catástrofe imprevista. 

## Mensagem
Quando aparece numa consulta, ela significa que as coisas que não se encaixam serão separadas definitivamente por Deus (ou pelo Destino) na vida do consulente. A mudança através da força da natureza é uma oportunidade de um novo começo material sem rompimento propriamente com o espiritual, o consulente com isso tem forças para se erguer, pois o que não o destrói o fortalece.